# Maculinea obscurata
Maculinea obscurata är en fjärilsart som beskrevs av Otto Staudinger 1892. Maculinea obscurata ingår i släktet Maculinea och familjen juvelvingar. Inga underarter finns listade i Catalogue of Life.